# Дембовський Болеслав Мечиславович
Болесла́в Мечисла́вович Дембо́вський (нар. 30 квітня 1934 — 8 грудня 2016) — генерал-лейтенант Збройних сил України.

## Життєвий шлях
Проходив військову службу на різних посадах, військове звання генерал-лейтенанта отримав на посаді командувача 33-го армійського корпусу Сибірського військового округу СРСР у 1988 році. Проживав у місті Київ, старший викладач Національної академії оборони України. Брав безпосередню участь у плануванні антитерористичних операцій.
Генерал-лейтенант у відставці, консультант начальника Генерального штабу — Головнокомандувача Збройних Сил України.

## Нагороди та вшанування
- медаль «За працю і звитягу» (2002)